# René van Renesse van Elderen
René van Renesse van Elderen (?, 1580 - Luik, 16 april 1637) was de zoon van Willem van Renesse van Elderen. Hij was graaf van Warfusée, burggraaf van Montenaken en heer van Gaasbeek. In 1615 kocht hij de heerlijkheid Heeze van Cleradius van Genève Lullin.
René van Renesse van Elderen trouwde in 1610 met Alberta van Egmont. Uit zijn huwelijk werden de volgende kinderen geboren:
- Anna II van Renesse van Warfusée (1613-)
- Eléonore van Renesse van Warfusée (1615-). Zij trouwde met Bernard Caraffa
- Maria van Renesse van Elderen (1620-). Zij trouwde met Pierre Jaques Procope de Lalaing
- Florentine Margaretha van Renesse van Elderen gravin van Warfusée (1620-1665). Zij trouwde met Eugenius van Glymes van Bergen (1620-1670)
- Alexander van Renesse van Elderen.

Hij was voorzitter van de Raad van Financiën van de Nederlanden onder Filips IV van Spanje. Ook was hij bevelhebber van een regiment van de koninklijke ('Spaanse') troepen. Ondertussen reisde hij wel enkele malen naar Holland om de Staten-Generaal ervan te overtuigen om samen met Frankrijk de zuidelijke provincies binnen te vallen en er de opstand tegen Spanje opnieuw te ontketenen. Hij onderhandelde daar met Frederik Hendrik van Oranje en met de Franse gezant. Vermoedelijk uit geldnood kwam hij tot dit verraad.
Het verdelingsplan Van den Bergh en Warfusée lekte uit, waarop René van hoogverraad werd beschuldigd. Hij werd verbannen en zijn goederen verbeurd verklaard. Hierop week hij uit naar Luik in het gelijknamige prinsbisdom. Daar stelde hij zich echter weer in dienst van Filips IV. In 1637 nodigde hij Sébastien La Ruelle, de anti-Spaansgezinde burgemeester van Luik, uit als gast. Hij hield in zijn huis echter Spaanse soldaten verborgen, die de burgemeester vermoordden. Hierop werd René gelyncht door de woedende bevolking.
Thomas Asselijn schreef een toneelstuk over de moord.

## Voetnoten
1. ↑  P. Geijl, Geschiedenis van de Nederlandse stam (herziene uitgave). Wereldbibliotheek N.V., Amsterdam/Antwerpen 1948-1959 (drie delen), deel 2. De oorlog (1621-'48), blz. 412. Hier online te raadplegenop www.dbnl.org.